# Idioma galaicoportugués

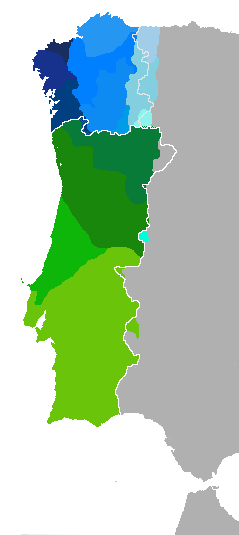
Lenguas y dialectos descendientes del idioma galaicoportugués en Europa:
Idioma gallego
Idioma portugués

El galaicoportugués o gallegoportugués, también conocido como gallego antiguo o portugués medieval, era la lengua romance hablada durante la Edad Media en toda la franja noroccidental de la península ibérica, desde el mar Cantábrico hasta el río Duero. De la evolución de esta lengua proceden los actuales idiomas gallego y portugués, aunque el reintegracionismo postula actualmente que ambas lenguas poseen el mismo diasistema lingüístico, a pesar de sus diferencias diatópicas. En Portugal, el galaicoportugués se denomina también portugués medieval, mientras que en Galicia se le denomina gallego antiguo.

## Historia del galaicoportugués
El galaicoportugués medieval tuvo su máxima importancia en la Península desde finales del siglo XII hasta mediados del siglo XIV. Hacia el 1400 el galaicoportugués fue, para algunos autores, perdiendo su unidad fruto de la previa división de su solar entre dos Estados distintos en el año 1139, como fueron el reino de León y el reino de Portugal, además del hecho de que la lengua común y de cultura era el castellano en toda la Corona de Castilla, de la cual acabó formando parte el propio reino de León, razón por la cual el galaicoportugués en su dialecto gallego fue recibiendo influencias del castellano, mientras que no fue así en su dialecto portugués. De esta forma, algunos autores defienden que el galaicoportugués se terminó separando en dos lenguas distintas: el gallego y el portugués.
El rey portugués Don Dinis declaró el portugués como idioma oficial de la administración del reino en 1290 (hasta entonces el latín era el idioma oficial).
Sin embargo, la separación idiomática de las dos variedades lingüísticas es discutida en la actualidad por las diferentes escuelas filológicas o grupos de opinión. Actualmente existen diferencias diatópicas entre el gallego y el portugués. Así, el portugués, principalmente el hablado al sur del Duero, adoptó muchas palabras árabes y a partir del siglo XVI adoptó términos de sus excolonias portuguesas en Sudamérica, África, Asia y Oceanía.

## Grafías características
- Para el fonema /ʎ/ (palatal lateral) grafiado en la actualidad con ll (gallego); "lh" (portugués).
- Para el fonema /ɲ/ (palatal nasal) grafiado en la actualidad con "ñ" (gallego); "nh" (portugués).

## Descripción lingüística

### Fonología
Vocalismo
A diferencia del gallego actual, pero no del portugués, el vocalismo medieval presentaba como característica más destacada la existencia de vocales nasales, producto de la pérdida de una /n/ intervocálica: lanam > lãa.
Frente al gallego actual, eran bisilábicos muchos grupos vocálicos que en el gallego de hoy constituyen una sílaba (ve-er por ver).
Consonantismo
Uno de los rasgos más importantes de la fonología medieval gallegoportuguesa es la existencia de tres pares de sibilantes que han evolucionado de forma distinta en portugués y gallego:
- El par de africadas predorsodentales /dz/ y /ts/ (sonora y sorda) confluyeron en gallego en la fricativa interdental sorda, común al español, /θ/; en portugués se conservó la oposición en relación con la sonoridad /z/ y /s/, ahora fricativas predorsodentales.
- El par de fricativas alveolares /z/ y /s/ confluyen en el gallego actual en la consonante sorda /s/ pero se mantiene la diferencia en el punto de articulación con la interdental /θ/: paso /paso/ vs. pazo /paθo/, mientras en portugués este par confluye con el anterior, los dos pares se reducen a uno cuyos dos elementos se oponen en relación con la sonoridad pero no al punto de articulación (predorsodental): passo /pasu/ y paço /pasu/ se pronuncian igual.
- El último par, el de las fricativas postalveolares o prepalatales, evolucionó en gallego siguiendo la tendencia de las anteriores y del español, es decir eliminando la oposición en cuanto a la sonoridad /ʃ/ y /ʒ/ confluyen en /ʃ/ CASEUS > queijo /kejʒo/ > queixo /kejʃo/; en portugués se mantiene el par /ʃ/ y /ʒ/: /kɐjʒu/ y /kɐjʃu/ pero la africada /tʃ/ del galaicoportugués que aún se mantiene en gallego, se ha desafricado en la mayor parte del territorio luso, al igual que /dz/ y /ts/ y confluye con la fricativa prepalatal sorda /ʃ/: /ʃɐmar/ en portugués, /tʃamar/ en gallego.

Es decir tanto portugués como gallego tendieron a simplificar de formas distintas el complejo sistema de sibilantes medieval. El portugués se decantó por la eliminación de la diferenciación en cuanto al punto de articulación tal como los acentos hispanoamericano y andaluz del español, mientras el gallego se decidió por la eliminación de la oposición en la sonoridad.

## Lírica medieval en galaicoportugués
Durante la Edad Media, el galaicoportugués fue el vehículo de una importante tradición literaria, la lírica galaicoportuguesa, que ha llegado hasta nosotros en tres cancioneros:
- Cancionero de Ajuda
- Cancionero de la Biblioteca Vaticana
- Cancionero Colocci-Brancuti
- Cancionero de Santa María del Puerto
- Cancionero dun Grande de Espanha
- Pergaminho Vindel
- Pergaminho Sharrer
- Os 5 lais de Bretanha
- Tenzón entre Afonso Sánchez e Vasco Martíns de Resende

Algunos poetas destacados fueron: Bernardo de Bonaval, Airas Nunes, Pero da Ponte, Pero Amigo y Martín Codax o el rey portugués Don Dinis "rey trovador". El uso literario del gallegoportugués no se limitó al oeste de la Península, sino que fue también ampliamente cultivado en los reinos de Castilla y de León. El rey Alfonso X el Sabio, de Castilla, compuso sus Cantigas de Santa María y varias cantigas de Escarnio e Maldizer en galaicoportugués.